# Liste der Bodendenkmale in Prenzlau
In der Liste der Bodendenkmale in Prenzlau sind alle Bodendenkmale der brandenburgischen Gemeinde Prenzlau und ihrer Ortsteile aufgelistet. Grundlage ist die Veröffentlichung der Landesdenkmalliste mit dem Stand vom 31. Dezember 2020.
Die Baudenkmale sind in der Liste der Baudenkmale in Prenzlau aufgeführt.

## Bodendenkmale
| Gemarkung                                                                                 | Flur                                                       | Kurzansprache | Bodendenkmalnummer | Bemerkung | Bild |
| ----------------------------------------------------------------------------------------- | ---------------------------------------------------------- | --- | ------------------ | --------- | ---- |
| Prenzlau (Lage)                                                                           | 18, 25, 35, 36, 38, 42, 43, 45                             | Gräberfeld Bronzezeit, Altstadt deutsches Mittelalter, Siedlung Neolithikum, Siedlung Bronzezeit, Befestigung Mittelalter, Altstadt Neuzeit, Siedlung Eisenzeit, Siedlung slawisches Mittelalter | 140127             |           |      |
| Prenzlau (Lage)                                                                           | 11                                                         | Großsteingrab Neolithikum | 140572             |           |      |
| Prenzlau (Lage)                                                                           | 24                                                         | Siedlung Bronzezeit | 140574             |           |      |
| Prenzlau (Lage)                                                                           | 24                                                         | Siedlung Eisenzeit | 140575             |           |      |
| Prenzlau (Lage)                                                                           | 24                                                         | Siedlung Bronzezeit, Siedlung slawisches Mittelalter, Siedlung Neolithikum, Siedlung Eisenzeit, Grab slawisches Mittelalter                                                                      | 140581             |           |      |
| Prenzlau (Lage)                                                                           | 14                                                         | Siedlung Bronzezeit, Siedlung Eisenzeit | 140641             |           |      |
| Baumgarten, Blindow, Bietikow, Dreesch, Grünow (GR), Prenzlau, Seelübbe, Wittenhof (Lage) | 3, 2, 3, 1, 1, 5, 3, 4, 5, 9, 12, 13, 14, 15, 17, 1, 1, 2, | Landwehr deutsches Mittelalter | 140903             |           |      |
| Blindow (Lage)                                                                            | 1, 5                                                       | Siedlung slawisches Mittelalter, Einzelfund Bronzezeit | 140161             |           |      |
| Blindow (Lage)                                                                            | 2                                                          | Siedlung slawisches Mittelalter | 140162             |           |      |
| Blindow (Lage)                                                                            | 3                                                          | Siedlung slawisches Mittelalter | 140164             |           |      |
| Blindow (Lage)                                                                            | 1, 3, 5                                                    | Siedlung Neolithikum, Siedlung römische Kaiserzeit | 140165             |           |      |
| Blindow (Lage)                                                                            | 1                                                          | Siedlung deutsches Mittelalter | 140166             |           |      |
| Blindow (Lage)                                                                            | 1                                                          | Siedlung Urgeschichte, Gräberfeld Urgeschichte | 140167             |           |      |
| Blindow (Lage)                                                                            | 1                                                          | Siedlung Eisenzeit | 140168             |           |      |
| Blindow (Lage)                                                                            | 3                                                          | Siedlung slawisches Mittelalter | 140169             |           |      |
| Blindow (Lage)                                                                            | 3                                                          | Siedlung slawisches Mittelalter | 140171             |           |      |
| Blindow (Lage)                                                                            | 3                                                          | Siedlung Eisenzeit | 140172             |           |      |
| Blindow (Lage)                                                                            | 3                                                          | Gräberfeld Völkerwanderungszeit | 140173             |           |      |
| Blindow (Lage)                                                                            | 3                                                          | Siedlung Bronzezeit | 140174             |           |      |
| Blindow (Lage)                                                                            | 4                                                          | Siedlung Bronzezeit | 140175             |           |      |
| Blindow (Lage)                                                                            | 3, 2, 3                                                    | Dorfkern deutsches Mittelalter, Mühle Neuzeit, Dorfkern Neuzeit | 140176             |           |      |
| Blindow (Lage)                                                                            | 1, 5                                                       | Siedlung Bronzezeit, Siedlung slawisches Mittelalter | 140609             |           |      |
| Ellingen (Lage)                                                                           | 1, 2                                                       | Dorfkern deutsches Mittelalter, Dorfkern Neuzeit, Siedlung slawisches Mittelalter | 140599             |           |      |
| Ellingen (Lage)                                                                           | 1                                                          | Steinkreuz deutsches Mittelalter | 140888             |           |      |
| Seelübbe (Lage)                                                                           | 3                                                          | Siedlung Bronzezeit | 140494             |           |      |